# Atalanta Bergamasca Calcio 1998-1999
Questa voce raccoglie i dati riguardanti l'Atalanta Bergamasca Calcio nelle competizioni ufficiali della stagione 1998-1999.

## Stagione
La stagione 1998-1999 vede l'Atalanta, appena retrocessa nel campionato di Serie B, puntare all'immediato ritorno nella massima serie affidando le proprie sorti all'allenatore bergamasco Bortolo Mutti.
Pur stazionando costantemente nei quartieri alti della classifica, la squadra bergamasca non riesce a spiccare il salto decisivo verso la promozione, mancando l'appuntamento nelle partite topiche durante l'ultimo mese del torneo, con cinque pareggi di fila, che con i tre punti a vittoria, si sono rivelati mezze sconfitte. L'allenatore paga infatti sia un'eccessiva prudenza nell'impostazione delle gare, sia la mancanza di un realizzatore da affiancare a Nicola Caccia, il solo a garantire un certo apporto a livello di gol, ne segna infatti 18, ma incapace di "fare reparto". I nerazzurri chiudono il campionato cadetto in affanno, al sesto posto con 61 punti, sono salite in Serie A il Verona, il Torino, la Reggina ed il Lecce.
Nella Coppa Italia il cammino dei neroazzurri si ferma ai quarti di finale per mano della Fiorentina, sconfitta all'andata a Bergamo per (3-2), ma vincente al ritorno (1-0). Precedentemente i neroazzurri avevano eliminato Cremonese nel doppio confronto del primo turno, l'Empoli nei sedicesimi e la Roma negli ottavi di finale.

## Organigramma societario
Area direttiva
- Presidente: Ivan Ruggeri
- Vice presidente: Bruno Ruggeri
- Amministratore delegato: Aldo Piceni
- Direttore generale: Giacomo Randazzo

Area organizzativa
- Segretario generale: Carlo Valenti

Area tecnica
- Direttore sportivo: Emiliano Mascetti
- Team manager: Daniele Fortunato
- Allenatore: Bortolo Mutti
- Vice allenatore: Franco Fontana
- Preparatore atletico: Marco Rota
- Preparatore dei portieri: Nello Malizia

Area sanitaria
- Medico sociale: Amedeo Amadeo e Agostino Sammarco
- Massaggiatori: Marco Piacezzi e Giovanni Colombo

## Rosa
| N. |                       | Ruolo | Calciatore          |
| -- | --------------------- | ----- | ------------------- |
| 1  | Italia (bandiera)     | P     | Alberto Fontana     |
| 2  | Italia (bandiera)     | D     | Fabio Rustico       |
| 3  | Italia (bandiera)     | C     | Valter Bonacina     |
| 4  | Italia (bandiera)     | C     | Giovanni Piacentini |
| 5  | Italia (bandiera)     | D     | Andrea Sottil       |
| 6  | Italia (bandiera)     | C     | Fabio Gallo         |
| 7  | Italia (bandiera)     | C     | Angelo Carbone      |
| 8  | Italia (bandiera)     | A     | Giacomo Banchelli   |
| 9  | Jugoslavia (bandiera) | C     | Ljubiša Dunđerski   |
| 10 | Italia (bandiera)     | A     | Nicola Caccia       |
| 11 | Italia (bandiera)     | A     | Nicola Zanini       |
| 12 | Italia (bandiera)     | P     | Davide Pinato       |
| 13 | Italia (bandiera)     | C     | Luciano Zauri       |
| 15 | Italia (bandiera)     | D     | Stefano Lorenzi     |
| 16 | Slovenia (bandiera)   | D     | Robert Englaro      |
| 17 | Italia (bandiera)     | C     | Alex Pinardi        |

| N. |                   | Ruolo | Calciatore            |
| -- | ----------------- | ----- | --------------------- |
| 18 | Italia (bandiera) | A     | Fausto Rossini        |
| 19 | Italia (bandiera) | D     | Damiano Zenoni        |
| 20 | Italia (bandiera) | D     | Massimo Carrera       |
| 21 | Italia (bandiera) | A     | Corrado Colombo       |
| 22 | Italia (bandiera) | P     | Ivan Pelizzoli        |
| 23 | Italia (bandiera) | C     | Massimo Orlando       |
| 24 | Italia (bandiera) | D     | Sebastiano Siviglia   |
| 25 | Italia (bandiera) | D     | Pierre Regonesi       |
| 26 | Italia (bandiera) | C     | Cristian Zenoni       |
| 27 | Italia (bandiera) | C     | Cristiano Doni        |
| 28 | Italia (bandiera) | A     | Michele Cossato       |
| 29 | Italia (bandiera) | D     | Massimo Donati        |
| 30 | Italia (bandiera) | D     | Gianpaolo Bellini     |
| 31 | Italia (bandiera) | A     | Alessandro Pontarollo |
| 32 | Italia (bandiera) | A     | Stefano Salandra      |
|    | Italia (bandiera) | P     | Davide Micillo        |

## Risultati

### Serie B

#### Girone di andata
| Arbitro: | Pirrone (Messina) |

|            |           |  |
| Zanini 63’ | Marcatori |  |

| Arbitro: | Fausti (Milano) |

|                           |           |  |
| Zanchetta 68’ Cerbone 69’ | Marcatori |  |

| Arbitro: | Dagnello (Trieste) |

|                  |           |  |
| Gelsi 61’ (rig.) | Marcatori |  |

| Arbitro: | Pirrone (Messina) |

|            |           |  |
| Caccia 40’ | Marcatori |  |

| Napoli 4 ottobre 1998 5ª giornata | Napoli          | 0 – 0 | Atalanta | Stadio San Paolo\| Arbitro: \| Sirotti (Forlì) \| |
| Arbitro:                          | Sirotti (Forlì) |       |          |                                                   |

| Arbitro: | Rosetti (Torino) |

|                   |           |              |
| Caccia 58’ (rig.) | Marcatori | 35’ Biliotti |

| Bergamo 18 ottobre 1998 7ª giornata | Atalanta          | 0 – 0 | Cesena | Stadio Atleti Azzurri d'Italia\| Arbitro: \| Pirrone (Messina) \| |
| Arbitro:                            | Pirrone (Messina) |       |        |                                                                   |

| Arbitro: | Pin (Conegliano) |

|            |           |               |
| Hubner 39’ | Marcatori | 36’ D. Zenoni |

| Arbitro: | Cardella (Torre del Greco) |

|                |           |  |
| Doni 9’ (rig.) | Marcatori |  |

| Arbitro: | Pin (Conegliano) |

|             |           |  |
| Marasco 14’ | Marcatori |  |

| Arbitro: | Paparesta (Bari) |

|                                             |           |  |
| Banchelli 16’ (rig.) Caccia 32’, 93’ (rig.) | Marcatori |  |

| Arbitro: | Rossi (Ciampino) |

|                       |           |            |
| Ferrante 34’ Asta 68’ | Marcatori | 70’ Caccia |

| Arbitro: | Pin (Conegliano) |

|                 |           |                              |
| Ghirardello 82’ | Marcatori | 44’ F. Rossini 64’, 74’ Doni |

| Arbitro: | Pirrone (Messina) |

|                |           |               |
| Caccia 8’, 79’ | Marcatori | 2’ Possanzini |

| Reggio Emilia 20 dicembre 1998 15ª giornata | Reggiana                   | 0 – 0 | Atalanta | Stadio Giglio\| Arbitro: \| Cardella (Torre del Greco) \| |
| Arbitro:                                    | Cardella (Torre del Greco) |       |          |                                                           |

| Arbitro: | Rossi (Ciampino) |

|                     |           |            |
| Caccia 48’ Doni 50’ | Marcatori | 29’ Casale |

| Arbitro: | Rosetti (Torino) |

|  |           |                 |
|  | Marcatori | 80’ (rig.) Doni |

| Arbitro: | Rosetti (Torino) |

|                                |           |                        |
| Caccia 14’ E. Rossi 44’ (aut.) | Marcatori | 20’ Adami 72’ M. Rossi |

| Arbitro: | Pin (Conegliano) |

|           |           |                           |
| Smoje 15’ | Marcatori | 24’ Banchelli 72’ Colombo |

#### Girone di ritorno
| Arbitro: | Serena (Bassano del Grappa) |

|                         |           |                       |
| Ruotolo 24’ (rig.), 72’ | Marcatori | 92’ (rig.) M. Cossato |

| Arbitro: | Paparesta (Bari) |

|             |           |                      |
| Colombo 93’ | Marcatori | 79’ (rig.) Zanchetta |

| Arbitro: | Guiducci (Arezzo) |

|                                            |           |  |
| M. Cossato 45’ Colombo 71’ Caccia 77’, 81’ | Marcatori |  |

| Arbitro: | Branzoni (Pavia) |

|              |           |              |
| Stellini 28’ | Marcatori | 77’ Siviglia |

| Arbitro: | Branzoni (Pavia) |

|            |           |             |
| Caccia 75’ | Marcatori | 63’ Scapolo |

| Ravenna 7 marzo 1999 25ª giornata | Ravenna               | 0 – 0 | Atalanta | Stadio Bruno Benelli\| Arbitro: \| Racalbuto (Gallarate) \| |
| Arbitro:                          | Racalbuto (Gallarate) |       |          |                                                             |

| Cesena 14 marzo 1999 26ª giornata | Cesena              | 0 – 0 | Atalanta | Stadio Dino Manuzzi\| Arbitro: \| Castellani (Verona) \| |
| Arbitro:                          | Castellani (Verona) |       |          |                                                          |

| Arbitro: | Rosetti (Torino) |

|            |           |           |
| Caccia 75’ | Marcatori | 81’ Galli |

| Arbitro: | Dagnello (Trieste) |

|                              |           |                             |
| Colacone 16’ Paci 40’ (rig.) | Marcatori | 32’ C. Zenoni 84’ D. Zenoni |

| Arbitro: | Branzoni (Pavia) |

|                                    |           |                           |
| Doni 9’ D. Zenoni 17’ Sottil 45+2’ | Marcatori | 29’ Cammarata 67’ Brocchi |

| Arbitro: | Paparesta (Bari) |

|                      |           |                              |
| Malagò 62’ Tatti 83’ | Marcatori | 54’ (aut.) Parisi 56’ Caccia |

| Arbitro: | Fausti (Milano) |

|             |           |  |
| Carrera 28’ | Marcatori |  |

| Arbitro: | Rossi (Ciampino) |

|                          |           |  |
| Caccia 53’ Doni 61’, 76’ | Marcatori |  |

| Reggio Calabria 9 maggio 1999 33ª giornata | Reggina             | 0 – 0 | Atalanta | Stadio Comunale\| Arbitro: \| Castellani (Verona) \| |
| Arbitro:                                   | Castellani (Verona) |       |          |                                                      |

| Bergamo 16 maggio 1999 34ª giornata | Atalanta          | 0 – 0 | Reggiana | Stadio Atleti Azzurri d'Italia\| Arbitro: \| Guiducci (Arezzo) \| |
| Arbitro:                            | Guiducci (Arezzo) |       |          |                                                                   |

| Lecce 23 maggio 1999 35ª giornata | Lecce           | 0 – 0 | Atalanta | Stadio Via del Mare\| Arbitro: \| Sirotti (Forlì) \| |
| Arbitro:                          | Sirotti (Forlì) |       |          |                                                      |

| Bergamo 30 maggio 1999 36ª giornata | Atalanta            | 0 – 0 | Fidelis Andria | Stadio Atleti Azzurri d'Italia\| Arbitro: \| Collina (Viareggio) \| |
| Arbitro:                            | Collina (Viareggio) |       |                |                                                                     |

| Arbitro: | Bonfrisco (Monza) |

|              |           |                |
| Moscelli 59’ | Marcatori | 45+1’ Siviglia |

| Arbitro: | Trentalange (Torino) |

|                        |           |  |
| Caccia 10’ (rig.), 22’ | Marcatori |  |

### Coppa Italia
| Arbitro: | Farina (Novi Ligure) |

|  |           |                        |
|  | Marcatori | 13’ Banchelli 90’ Doni |

| Arbitro: | Racalbuto (Gallarate) |

|                        |           |            |
| Doni 75’ Banchelli 87’ | Marcatori | 56’ Albino |

| Arbitro: | Cesari (Genova) |

|                         |           |                       |
| Doni 74’ F. Rossini 77’ | Marcatori | 26’ (rig.) Cappellini |

| Empoli 23 settembre 1998 Secondo turno - ritorno | Empoli          | 0 – 0 | Atalanta | Stadio Carlo Castellani\| Arbitro: \| Bettin (Padova) \| |
| Arbitro:                                         | Bettin (Padova) |       |          |                                                          |

| Arbitro: | Borriello (Mantova) |

|           |           |                |
| Zanini 2’ | Marcatori | 30’ Delvecchio |

| Arbitro: | Bazzoli (Merano) |

|                                              |                      |                                              |
| Totti 80’                                    | Marcatori            | 77’ Caccia                                   |
| Di Biagio Di Francesco Delvecchio Totti Frau | Tiri di rigore 4 – 5 | Banchelli Bonacina Regonesi Caccia D. Zenoni |

| Arbitro: | Trentalange (Torino) |

|                                                  |           |                               |
| Torricelli 28’ (aut.) F. Rossini 62’ Carrera 83’ | Marcatori | 7’ (aut.) Rustico 34’ Edmundo |

| Arbitro: | Bettin (Padova) |

|              |           |  |
| Robbiati 10’ | Marcatori |  |

## Statistiche

### Statistiche di squadra
| Competizione | Punti | In casa | In casa | In casa | In casa | In casa | In casa | In trasferta | In trasferta | In trasferta | In trasferta | In trasferta | In trasferta | Totale | Totale | Totale | Totale | Totale | Totale | DR  |
| Competizione | Punti | G       | V       | N       | P       | Gf      | Gs      | G            | V            | N            | P            | Gf           | Gs           | G      | V      | N      | P      | Gf     | Gs     | DR  |
| ------------ | ----- | ------- | ------- | ------- | ------- | ------- | ------- | ------------ | ------------ | ------------ | ------------ | ------------ | ------------ | ------ | ------ | ------ | ------ | ------ | ------ | --- |
| Serie B      | 61    | 19      | 11      | 8       | 0       | 29      | 10      | 19           | 3            | 11           | 5            | 15           | 17           | 38     | 14     | 19     | 5      | 44     | 27     | +17 |
| Coppa Italia |       | 4       | 3       | 1       | 0       | 8       | 5       | 4            | 1            | 2            | 1            | 3            | 2            | 8      | 4      | 3      | 1      | 11     | 7      | +4  |

### Statistiche dei giocatori
| Giocatore     | Serie B  | Serie B | Serie B     | Serie B    | Coppa Italia | Coppa Italia | Coppa Italia | Coppa Italia | Totale   | Totale | Totale      | Totale     |
| Giocatore     | Presenze | Reti    | Ammonizioni | Espulsioni | Presenze     | Reti         | Ammonizioni  | Espulsioni   | Presenze | Reti   | Ammonizioni | Espulsioni |
| ------------- | -------- | ------- | ----------- | ---------- | ------------ | ------------ | ------------ | ------------ | -------- | ------ | ----------- | ---------- |
| G. Banchelli  | 16       | 2       | ?           | ?          | 6            | 2            | ?            | ?            | 22       | 4      | ?           | ?          |
| G. Bellini    | 4        | 0       | ?           | ?          | 0            | 0            | 0            | 0            | 4        | 0      | 0+          | 0+         |
| W. Bonacina   | 12       | 0       | ?           | ?          | 3            | 0            | ?            | ?            | 15       | 0      | ?           | ?          |
| N. Caccia     | 34       | 18      | ?           | ?          | 6            | 1            | ?            | ?            | 40       | 19     | ?           | ?          |
| A. Carbone    | 7        | 0       | ?           | ?          | 4            | 0            | ?            | ?            | 11       | 0      | ?           | ?          |
| M. Carrera    | 37       | 1       | ?           | ?          | 6            | 1            | ?            | ?            | 43       | 2      | ?           | ?          |
| C. Colombo    | 20       | 3       | ?           | ?          | 1            | 0            | ?            | ?            | 21       | 3      | ?           | ?          |
| M. Cossato    | 20       | 2       | ?           | ?          | 4            | 0            | ?            | ?            | 24       | 2      | ?           | ?          |
| C. Doni       | 27       | 8       | ?           | ?          | 7            | 3            | ?            | ?            | 34       | 11     | ?           | ?          |
| L. Dunđerski  | 7        | 0       | ?           | ?          | 1            | 0            | ?            | ?            | 8        | 0      | ?           | ?          |
| R. Englaro    | 1        | 0       | ?           | ?          | 2            | 0            | ?            | ?            | 3        | 0      | ?           | ?          |
| A. Fontana    | 35       | 0       | ?           | ?          | 7            | 0            | ?            | ?            | 42       | 0      | ?           | ?          |
| F. Gallo      | 34       | 0       | ?           | ?          | 5            | 1            | ?            | ?            | 39       | 1      | ?           | ?          |
| S. Lorenzi    | 4        | 0       | ?           | ?          | 1            | 0            | ?            | ?            | 5        | 0      | ?           | ?          |
| D. Micillo    | 0        | 0       | 0           | 0          | 0            | 0            | 0            | 0            | 0        | 0      | 0           | 0          |
| M. Orlando    | 10       | 0       | ?           | ?          | 3            | 0            | ?            | ?            | 13       | 0      | ?           | ?          |
| G. Piacentini | 17       | 0       | ?           | ?          | 3            | 0            | ?            | ?            | 20       | 0      | ?           | ?          |
| A. Pinardi    | 1        | 0       | ?           | ?          | 1            | 0            | ?            | ?            | 2        | 0      | ?           | ?          |
| D. Pinato     | 3        | 0       | ?           | ?          | 2            | 0            | ?            | ?            | 5        | 0      | ?           | ?          |
| A. Pontarollo | 2        | 0       | ?           | ?          | 0            | 0            | 0            | 0            | 2        | 0      | 0+          | 0+         |
| P.G. Regonesi | 14       | 0       | ?           | ?          | 3            | 0            | ?            | ?            | 17       | 0      | ?           | ?          |
| F. Rossini    | 12       | 1       | ?           | ?          | 5            | 2            | ?            | ?            | 17       | 3      | ?           | ?          |
| F. Rustico    | 19       | 0       | ?           | ?          | 6            | 0            | ?            | ?            | 25       | 0      | ?           | ?          |
| S. Siviglia   | 32       | 2       | ?           | ?          | 6            | 0            | ?            | ?            | 38       | 2      | ?           | ?          |
| A. Sottil     | 33       | 1       | ?           | ?          | 6            | 0            | ?            | ?            | 39       | 1      | ?           | ?          |
| N. Zanini     | 32       | 1       | ?           | ?          | 6            | 1            | ?            | ?            | 38       | 2      | ?           | ?          |
| L. Zauri      | 27       | 0       | ?           | ?          | 4            | 0            | ?            | ?            | 31       | 0      | ?           | ?          |
| C. Zenoni     | 33       | 1       | ?           | ?          | 6            | 0            | ?            | ?            | 39       | 1      | ?           | ?          |
| D. Zenoni     | 31       | 3       | ?           | ?          | 8            | 0            | ?            | ?            | 39       | 3      | ?           | ?          |